# Pfeffersack

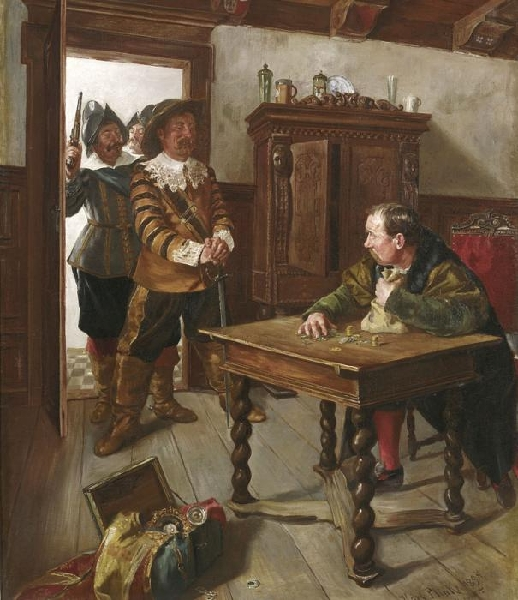
Die Konfiszierung des Pfeffersacks
historisierendes Ölgemälde über die Zeit des Dreißigjährigen Krieges von Carl Plinke, 1894

Als Pfeffersäcke wurden zunächst spöttisch der Hanse angehörende Geschäftsleute bezeichnet, aber auch Nürnberger Kaufleute oder die Kaufleute der Vereenigde Oostindische Compagnie. Das Wort ist (etwa als niederländisch peperzak) zunächst vereinzelt ab dem 13. Jahrhundert nachweisbar und wurde dann später, insbesondere seit dem 16. Jahrhundert, allgemein als verächtliche Bezeichnung für einen reichen Kaufmann oder Großhändler gebraucht. Diese Bezeichnung entstand, weil der Wohlstand einiger von ihnen auf dem Handel mit Gewürzen aus Übersee beruhte, für die im Mittelalter zusammenfassend der Begriff „Pfeffer“ stand. Bis heute wird „Pfeffersack“ teilweise abfällig für reiche, rücksichtslos nur auf Geld und Macht bedachte Menschen verwendet und bis heute abschätzig insbesondere auf die Hamburger Oberschicht bezogen.
Entsprechend ist Nürnberger Pfeffersack ein Spottname für Nürnberger Kaufleute, historisch begründet vermutlich auf deren Handel mit levantinischen Spezereien.